# Стрибки на батуті на літніх Олімпійських іграх 2000 — чоловіки
Змагання зі стрибків на батуті серед чоловіків на літніх Олімпійських іграх 2000 року відбулись 23 вересня 2000 року.

## Призери
| Золото                       | Срібло                 | Бронза                 |
| Олександр Москаленко · Росія | Джі Воллес · Австралія | Меттью Тюржон · Канада |

### Фінал
| Місце | Гімнаст                    | Польща | Бразилія | Данія | Австралія | Португалія | Складність | Сума  |
| ----- | -------------------------- | ------ | -------- | ----- | --------- | ---------- | ---------- | ----- |
|       | Олександр Москаленко (RUS) | 9.0    | 9.0      | 9.3   | 9.4       | 9.4        | 14.00      | 41.70 |
|       | Джі Воллес (AUS)           | 8.5    | 8.7      | 8.3   | 8.4       | 8.4        | 14.00      | 39.30 |
|       | Меттью Тюржон (CAN)        | 8.3    | 8.2      | 8.4   | 8.5       | 8.4        | 14.00      | 39.10 |
| 4     | Девід Мартін (FRA)         | 8.8    | 8.8      | 8.9   | 9.1       | 9.1        | 12.00      | 38.80 |
| 5     | Дмитро Поляруш (BLR)       | 8.4    | 8.4      | 8.6   | 8.4       | 8.5        | 12.80      | 38.10 |
| 6     | Лі Брірлі (GBR)            | 8.4    | 8.5      | 8.3   | 8.3       | 8.4        | 12.80      | 37.90 |
| 7     | Алан Віллаферт (NED)       | 5.6    | 5.5      | 5.5   | 5.6       | 5.7        | 10.90      | 27.60 |
| 8     | Олександр Чернонос (UKR)   | 1.5    | 1.6      | 1.5   | 1.5       | 1.5        | 3.00       | 7.50  |